# Thelionema caespitosum
Thelionema caespitosum är en grästrädsväxtart som först beskrevs av Robert Brown, och fick sitt nu gällande namn av Rodney John Francis Henderson. Thelionema caespitosum ingår i släktet Thelionema och familjen grästrädsväxter. Inga underarter finns listade i Catalogue of Life.

## Bildgalleri

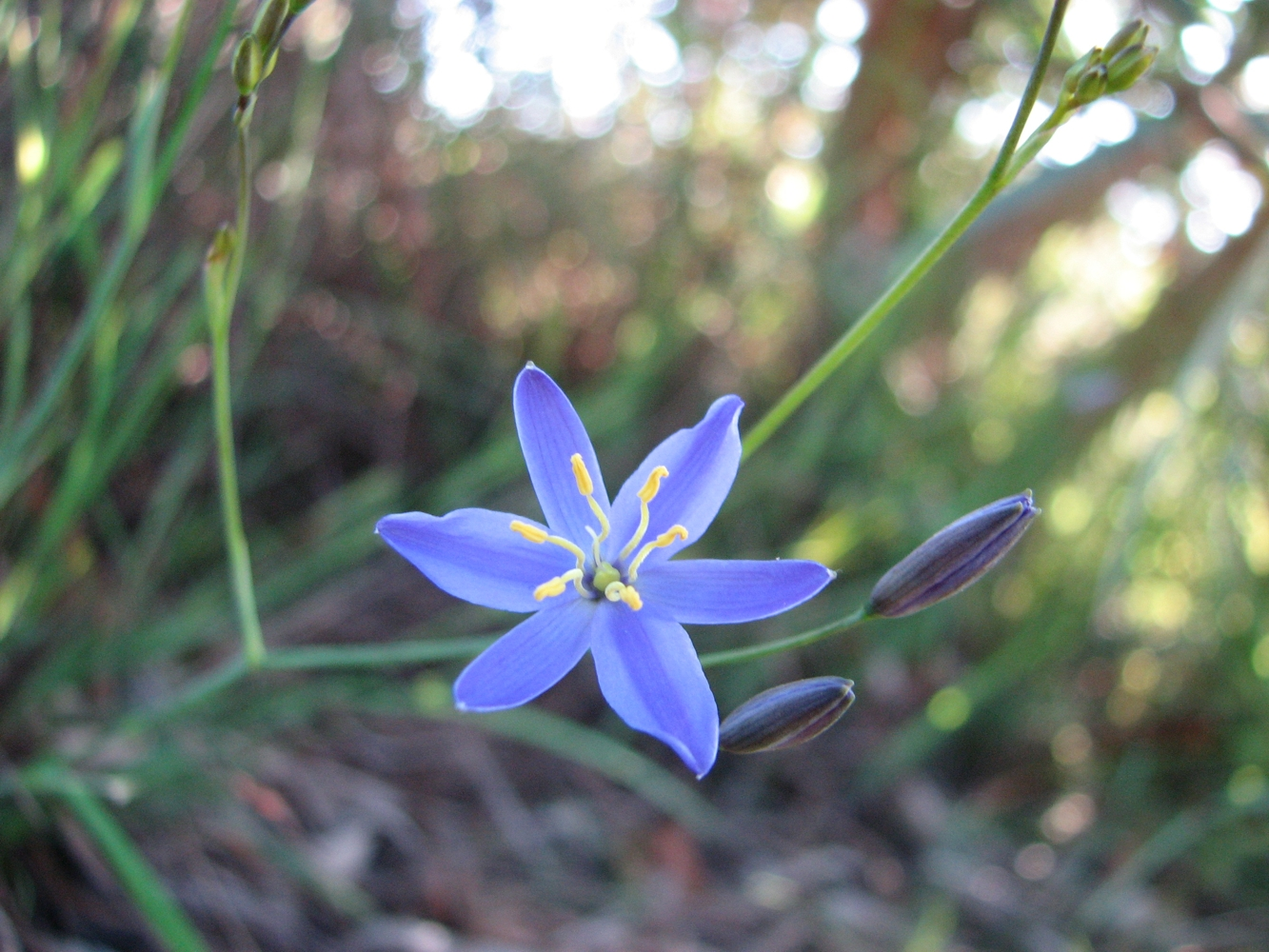